# Gdyby ściany mogły mówić
Gdyby ściany mogły mówić (tytuł oryg. If These Walls Could Talk) – amerykański telewizyjny dramat filmowy z 1996 roku, składający się z trzech nowel w reżyserii Nancy Savoci i Cher.
Światowa premiera filmu nastąpiła w 1996 podczas Międzynarodowego Festiwalu Filmowego w Toronto. 13 października tego samego roku film premierowo wyemitowała amerykańska telewizja. Fabuła skupia się na problemie aborcji.

## Obsada
| Nowela 1952 - Demi Moore – Claire Donnelly - Shirley Knight – Mary Donnelly - Catherine Keener – Becky Donnelly - Jason London – Kevin Donnelly - CCH Pounder – Jenny Ford - Aaron Lustig – Tom Nowela 1974 - Sissy Spacek – Barbara Barrows - Xander Berkeley – John Barrows - Hedy Burress – Linda Barrows - Joanna Gleason – Julia - Janna Michaels – Sally Barrows | - Ian Bohen – Scott Barrows - Zack Eginton – Ryan Barrows Nowela 1996 - Anne Heche – Christine Cullen - Cher – dr. Beth Thompson - Jada Pinkett – Patti - Eileen Brennan – Tessie - Lindsay Crouse – Frances White - Craig T. Nelson – Jim Harris - Matthew Lillard – protestujący - Diana Scarwid – Marcia Schulman - Rita Wilson – Leslie - Rusty Schwimmer – członkini grupy chrześcijan |